# SC Fürstenfeldbruck
Der SC Fürstenfeldbruck ist ein Fußballverein aus dem oberbayerischen Fürstenfeldbruck.

## Geschichte
1919 als Fußballclub Fürstenfeldbruck gegründet wurde er bei der Wiederbegründung nach dem Zweiten Weltkrieg zum „Sportclub“. Zeitweise hatte der Verein über 1000 Mitglieder und unterhielt auch Abteilungen für weitere Sportarten.
Die Fußballer tauchten erstmals 1970 in einer breiteren Öffentlichkeit auf, als sie in die damals viertklassige Landesliga Bayern-Süd aufstiegen und von dort 1971 unmittelbar in die Bayernliga. Die „Brucker“ spielten 1971–1977, 1980–1982 und 1985–1988 insgesamt 11 Jahre drittklassig. Die besten Platzierungen erreichte der Verein jeweils nach seinen Aufstiegsjahren. In seiner Debütsaison 1971/72 wurde er Tabellensechster, 1980/81 als Aufsteiger sogar Dritter der Abschlusstabelle. 1980 schaffte es der SCF bis in die erste Hauptrunde des DFB-Pokals, wo er dem Bundesligisten Eintracht Braunschweig 1:4 unterlag. Oft kamen damals 2000 oder mehr Zuseher in das Stadion an der Pucher Straße. Dort gab es auch Gastspiele nicht nur von den FC Bayern und den Sechzgern aus München, sondern auch Borussia Mönchengladbach und Schalke 04.
Ende der Achtzigerjahre hat der damalige Vereinschef Stadtrat Hans Korn in der nach ihm benannten Korn-Affäre Zuschüsse für den SCF erschlichen und landete sogar im Gefängnis. Dessen Nachfolger konnte den mit 380.000 Mark verschuldeten Verein bis Mitte der 1990er Jahre wieder schuldenfrei machen. Um 2015 war der Verein erneut hoch verschuldet, was zum Einsetzen eines Insolvenzverwalters führte.
Hielt sich der Verein noch lange zwischen der fünften und sechsten Leistungsstufe, so spielten die „Brucker“ seit 2013 am unteren Ende der Ligapyramide an dem an der Amper gelegenen Stadion an der Klosterstraße.
Im Sommer 2023 musste der Verein aufgrund von Spielermangel sowohl die erste als auch die zweite Mannschaft vom Spielbetrieb abmelden. Zur Saison 2024/25 meldete der Verein für die A-Klasse wieder eine Mannschaft.

## Erfolge (Fußball)
- Meister der Landesliga Süd: 1970/71, 1979/80, 1984/85, 2001/02
- Teilnahme am DFB-Pokal: 1980/81
- Bayerischer Hallenmeister: 1983/84, 1998/99

## Bekannte Spielerinnen und Spieler
- Koray Altinay
- Efkan Bekiroğlu
- Wilhelm Bierofka
- Georg Damjanoff, Jugend
- Robert Glatzel, Jugend
- Leonard Grob, Jugend
- Charmaine Häusl, Jugend
- Sydney Lohmann, Jugend
- Georg Metzger
- Thomas Miller
- Aleksandar Pavlović, Jugend
- Benedikt Saller, Jugend
- Rainer Scholz. Jugend
- Michael Schrodi
- Thorsten Schulz
- Holger Seitz
- Alexander Sieghart. Jugend
- Josip Stanišić, Jugend
- Phillipp Steinhart, Jugend
- Marco Toppmöller
- Patrick Weihrauch, Jugend
- Maximilian Welzmüller, Jugend
- Josef Welzmüller